# Legend (album de Lynyrd Skynyrd)
Albums de Lynyrd Skynyrd
Best of the Rest
(1982) Southern By The Grace Of God - Lynyrd Skynyrd Tribute Tour 1987
(1988)
Singles
1. Truck Drivin' Man / When You Got Good Friends
Sortie : septembre 1987

Legend est un album compilation du groupe de rock sudiste, Lynyrd Skynyrd. Il est paru le 5 octobre 1987 sur le label MCA Records.

## Historique
Al Kooper et Tom Dowd se partagent la production des titres qui furent remixés en 1987 dans les Studios Criteria de Miami FLA. Les titres sont des inédits à l'exception de Mr. Banker qui figurait sur la face B du single Gimme Three Steps et Take Your Time qui était la face B du single Sweet Home Alabama. Simple Man fut enregistré le 7 juillet 1976 lors de la série de concerts donnés au Fox Theatre d'Atlanta, ce titre ne figure pas sur l'édition originale de l'album en public One More from the Road (1976) mais on pourra le trouver sur l'édition Deluxe 2005.
On peut noter la participation de certains musiciens de .38 Special sur les titres When You Got Good Friends et Four Walls of Raiford. One in the Sun est un titre écrit par Steve Gaines qui sortira sur son album posthume One in the Sun qui sortira en 1988.
L' unique single composé des titres Truck Drivin Man et When You Got Good Friends se classa à la 12e place dans le chart Mainstream Rock Tracks du Billboard Magazine.
Cet album se classa à la 41e place du Billboard 200 aux États-Unis où il sera certifié disque d'or le 27 juillet 2001.

## Liste des titres
| No | Titre                                               | Auteur                        | Producteur       | Durée |
| -- | --------------------------------------------------- | ----------------------------- | ---------------- | ----- |
| 1. | Georgia Peaches                                     | Ronnie Van Zant, Steve Gaines | Tom Dowd         | 3:12  |
| 2. | When You Got Good Friends                           | R. Van Zant, Allen Collins    | Dowd             | 3:03  |
| 3. | Sweet Little Missy                                  | R. Van Zant, Gary Rossington  | Dowd             | 5:10  |
| 4. | Four Walls of Raiford                               | R. Van Zant, Jeff Carlisi     | Dowd             | 4:15  |
| 5. | Simple Man (enregistré en public le 7 juillet 1976) | R. Van zant, Rossington       | Dowd             | 6:35  |
| 6. | Truck Drivin' Maan                                  | R. Van Zant, Ed King          | Al Kooper        | 5:17  |
| 7. | One in the Sun                                      | Gaines                        | Dowd & John Ryan | 5:19  |
| 8. | Mr. Banker                                          | R. Van Zant, Rossington       | Kooper           | 5:18  |
| 9. | Take Your Time                                      | R. Van zant, King             | Kooper           | 7:24  |

## Musiciens
Lynyrd Skynyrd
- Ronnie Van Zant: chant
- Gary Rossington: guitares
- Allen Collins: guitares
- Steve Gaines: guitares, chant (One in the Sun)
- Ed King: guitares (Truck Drivin' Man, Mr. Banker, Take Your Time)
- Leon Wilkeson: basse
- Billy Powell: claviers
- Artimus Pyle: batterie, percussions
- Bob Burns: batterie, percussions (Truck Drivin' Man, Take Your Time)

Invités
- Larry Junstrom: basse (When You Got Good Friends)
- Don Barnes: guitare (When You Got Good Friends)
- Steve Brookins: batterie (When You Got Good Friends)
- Jeff Carlisi: guitare (Four Walls of Raiford)
- Ron Brooks batterie, percussions (One in the Sun)

## Charts et certification
| Pays       | Durée du classement | Meilleur classement |
| ---------- | ------------------- | ------------------- |
| États-Unis | 17 semaines         | 41e                 |

| Pays       | Certification | Ventes   | Date       |
| ---------- | ------------- | -------- | ---------- |
| États-Unis | Or            | 500 000+ | 27/07/2001 |

Charts single
| Année | Single              | Chart                  | Durée du classement | Position |
| ----- | ------------------- | ---------------------- | ------------------- | -------- |
| 1987  | "Truck Drivin' Man" | Mainstream Rock Tracks | 7 semaines          | 12e      |